# Marnhagues-et-Latour
Marnhagues-et-Latour település Franciaországban, Aveyron megyében. Lakosainak száma 144 fő (2022. január 1.). Marnhagues-et-Latour Montagnol, Fondamente, Saint-Beaulize, Saint-Félix-de-Sorgues és Saint-Jean-et-Saint-Paul községekkel határos.

## Népesség
A település népessége az elmúlt években az alábbi módon változott:
| Lakosok száma | 144  | 132  | 102  | 142  | 123  | 127  | 139  | 139  | 138  | 144  |
|               | 1968 | 1982 | 1990 | 2006 | 2013 | 2015 | 2017 | 2019 | 2020 | 2022 |